# Klostret i Lorsch

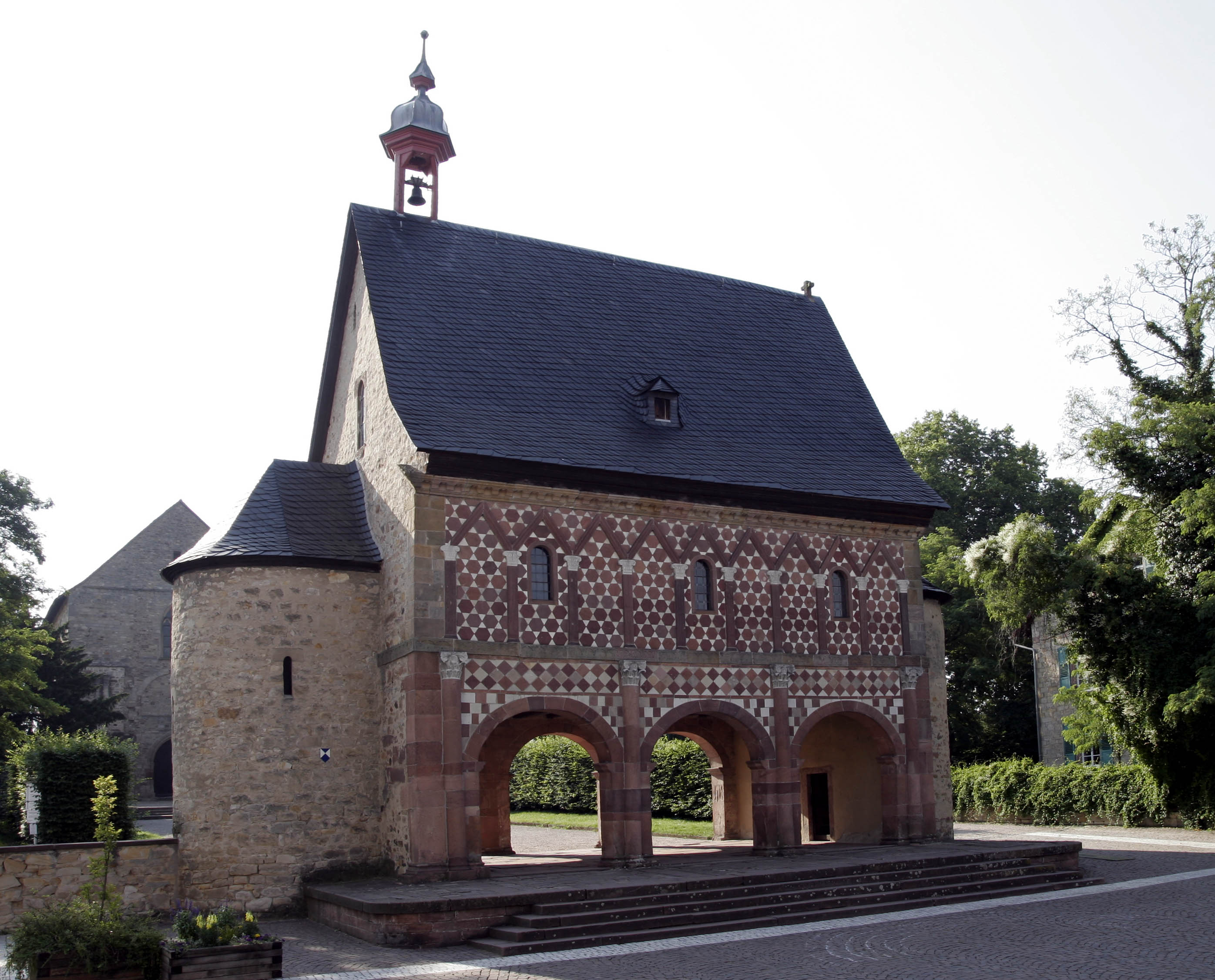
Grindbyggnaden

Klostret i Lorsch är beläget i utkanten av staden Lorsch i distriktet Bergstraße i det tyska förbundslandet Hessen. 
Klostret användes fram till 1564 av munkar i benediktinorden. Konventet, som grundades 764, var under medeltiden ett viktigt kultur- och vitterhetscentrum i Frankerriket.
Grindbyggnaden är idag det enda fullständiga huset från karolingernas tid i Tyskland. Huset är även ett bra exempel på arkitektur före den romanska stilen. Särskilt kända är skrifter från klostrets bibliotek vilka idag finns i olika världsdelar. 
Klostret (Abbotsstift och Altenmünster) i Lorsch upptogs 1991 på Unescos världsarvslista.